# Displasia tanatofórica
O nanismo tanatofórico ou displasia tanatofórica é uma displasia esquelética do grupo heterogéneo das desordens associadas ao crescimento ósseo, com uma interferência muito significativa no seu tamanho, forma e densidade. Foi muitas vezes confundida com a acondroplasia, no entanto, corresponde a uma manifestação mais severa e letal, que se distingue por micromelia (encurtamento dos membros) grave e que habitualmente resulta na morte do feto in útero ou pouco tempo após o nascimento. Através de conhecimentos e técnicas actuais, alguns casos clínicos do passado viram o diagnóstico alterado de acondroplasia para nanismo tanatofórico.
A designação foi criada, em 1967, por Maroteaux, Lamy e Robert, investigadores que deram uma identidade definida a esta forma de nanismo O termo tem origem no grego Thanatos (θάνατος), que significa “morte”, e Phoros (Φόροι) “o que traz/o que carrega”.

## Patogénese
Esta patologia provoca uma disrupção generalizada das placas de crescimento com persistência de tecido mesenquimal [4]. As evidências são de uma osteocondroplasia letal, caracterizada por rizomelia (encurtamento das porções proximais), micromelia (extremo encurtamento dos membros), cabeça desproporcionalmente grande com uma área de depressão na porção medial da face, deformações cranianas normalmente provocadas por craniostenose (encerramento prematuro das suturas), esqueleto axial longo comparativamente com o esqueleto apendicular e hipoplasia torácica (redução acentuada do tórax).
O nanismo tanatofórico classifica-se em tipo 1 ou 2, dependendo da severidade dos sintomas e da patogénese.
O Tipo 1 caracteriza-se por rizomelia extrema. A nível craniano, a base do occipital apresenta uma dimensão reduzida, incluindo o foramen magnum, testa proeminente e hipertelorismo ocular (afastamento amplificado das cavidades orbitais). No tórax ocorre platispondilia vertebral (achatamento dos corpos vertebrais) e as costelas apresentam encurtamento com extremidades metafisárias em forma de “chávena”, características que lhe conferem uma configuração mais estreita e em forma de triângulo. Na cintura pélvica, o ílion apresenta uma dimensão mais curta com a margem inferior horizontal, e o ísquion e a púbis possuem uma fisionomia mais larga e curta. Os membros superiores e inferiores caracterizam-se por ossos longos arqueados com diminuição muito significativa do comprimento e com metáfises alargadas. O fémur destaca-se pela sua aparência semelhante a um “auscultador de telefone”. Os membros superiores por vezes podem apresentam dígitos encurtados, verificando-se por vezes sinostose rádio-cubital.
O Tipo 2 corresponde a uma manifestação menos severa e mais rara. A alteração mais distintiva observa-se a nível craniano, pela sua forma de “folha de trevo” devido à craniossinostose/oxicefalia (encerramento prematuro da sutura coronal). Os ossos longos apresentam encurtamento, mas uma forma retilínea ao invés de arqueada.

## Diagnóstico
O diagnóstico é habitualmente feito no segundo e terceiro semestres de gravidez através de meios radiológicos e ultrassons, aconselhando-se o ultrassom tridimensional. Sempre que se verifiquem alterações morfológicas sugestivos de osteocondroplasia, a gestante deverá ser informada da necessidade de realização de testes genéticos moleculares para o diagnóstico definitivo da patologia.
Chitty e colaboradores obtiveram confirmação molecular do nanismo tanatofórico através da análise de fragmentos de ADN livre fetal (cell-free DNA) em circulação no sangue materno. Este é um procedimento que permite um diagnóstico fiável e menos invasivo.

## Incidência
Esta é uma doença rara, actualmente tem uma incidência que varia entre 0,2 e 0,6 por 10 000 nascimentos. Alguns investigadores consideram que é mais comum no sexo masculino 2:1, enquanto que outras pesquisas sugerem que a incidência é igual para ambos os sexos.

## Causas
É uma doença autossómica dominante causada pela existência de uma mutação no gene FGFR3 (Fibroblast Growth Factor Receptor-3) que codifica o receptor 3 do factor de crescimento fibroblástico do braço do cromossoma 4. Este gene interfere com a integridade estrutural dos tecidos envolvidos no desenvolvimento e na manutenção dos tecidos ósseos e encefálicos. A manifestação desta patologia ocorre sem historial familiar, não foi identificado nenhum portador que tenha sido capaz de conceber descendência.
Apesar da evolução das investigações científicas realizadas para a compreensão desta doença, a sua etiologia permanece desconhecida.

## Paleopatologia
Nos estudos paleopatológicos apenas se encontra referenciado um possível caso num indivíduo perinatal com aproximadamente 38 semanas de gestação, datado de 1813-1815, recuperado do cemitério da igreja de St Hilda em Newcastle, Inglaterra. As alterações osteológicas deste indivíduo são extremamente semelhantes aos casos modernos identificados para o nanismo do tipo 1, contudo, a ausência das deformações da abóbada craniana, não permitiram um diagnóstico definitivo.

## Diagnóstico diferencial
Na ausência de um diagnóstico definitivo fornecido pela genética, deve ser tido em conta um vasto número de osteocondroplasias que afectam o ser humano. Esta análise deve ser ainda mais cautelosa em diagnósticos retrospectivos com base no esqueleto, visto que os tecidos moles estão ausentes e as alterações ósseas não são patognomónicas.
De seguida enumeram-se as condições a incluir no diagnóstico diferencia:
- Acondroplasia: as alterações esqueléticas são qualitativamente semelhantes, mas menos severas. Nomeadamente a forma dos corpos vertebrais e a ausência de achatamento, os ossos longos não apresentam um encurtamento tão pronunciado.[9]

- Acondroplasia homozigótica: as alterações ósseas são semelhantes, mas menos severa, o diagnóstico é feito através da história dos progenitores, pois só ocorre quando ambos têm acondroplasia.[1][2][9]

- Acondrogénese: os fémures não apresentam curvatura e as margens metafisárias são irregulares, o tórax não é tão estreito, verifica-se um atraso extremo na ossificação sobretudo nos corpos vertebrais, ísquion, púbis, sacro, calcâneos e talus.[22]

- SADDAN displasia (severe achondroplasia with developmental delay and acanthosis nigricans): é similar á acondroplasia nas alterações esqueléticas, mas com atraso no desenvolvimento e acantose nigricans.[9]

- Displasia espondiloepifisária congénita:não provoca alterações cranianas e permite a sobrevivência até à idade adulta.[9]

- Displasia platispondílica tipo Torrance-Luton: difere nas metáfises largas, nesta, caracterizam-se por uma forma tipo “bolota” na parte proximal do fémur.[9]

## Prognóstico
Como o próprio nome indica tanatofórico “traz a morte” espelhando claramente a letalidade da condição. Frequentemente os neonatos morrem nas primeiras 48 horas de vida devido a falência cardio-respiratória causada pela hipoplasia pulmonar. Após o nascimento a insuficiência respiratória aumenta e a assistência médico-hospitalar é vital. Com intervenções médicas intensivas apenas um reduzido número de pacientes sobreviveu por longos períodos, permanecendo dependentes de ventilador, com limitações motoras e cognitivas, progressão de estenose crânio-cervical, convulsões e perda auditiva.
Apesar deste prognóstico, encontram-se nos registos clínicos exemplos pontuais de casos de sobrevivência. Na compilação realizada por Carrol e colaboradores em 2020 constam oito indivíduos cujo tempo de vida variou entre os 169 dias e um incrível caso reportado por MacDonald e colaboradores em 1988 de um portador da doença do tipo 1, com 28 anos. A história de Charlie, actualmente a caminho do décimo aniversário, é conhecida quer no âmbito clínico quer pelas redes sociais, outro caso excepcional é o de Christopher Alvarez, com 23 anos, conseguiu superar as limitações da doença.<ref name=:2>